# 法國征服阿爾及利亞
法國對阿爾及利亞的征服發生在1830年至1903年之間。1827年，奧斯曼帝國的阿爾及爾統治者胡塞因迪伊與法國領事之間的爭執升級為海軍封鎖，隨後法國於1830年入侵並迅速佔領了阿爾及爾，並迅速控制其他沿海地區。之後法國雖然內部政治紛擾中，但仍一再作出決定以保持對該領土的控制，並在接下來的幾年中引入了額外的軍事力量來平息該國內地的抵抗。
阿爾及利亞抵抗力量主要是在東部的康斯坦丁的艾哈邁德·貝伊和在西部卡比利亞地區的民族主義勢力。 與阿卜杜·卡迪尔等的民族主義者簽訂的條約使法國人首先集中精力消除1837年占領康斯坦丁的奧斯曼當局的威脅，而阿卜杜·卡迪爾繼續在西部給予強烈阻力。最後因在1842年法國通過大規模和嚴厲的軍事行動被逼進入摩洛哥，他繼續發動游擊戰，直到摩洛哥政府在第一次法國-摩洛哥戰爭失敗後的外交壓力下將他趕出摩洛哥。他於1847年向法國軍隊投降。

## 背景
現在被稱為阿爾及利亞的領土在1830年只受奧斯曼帝國的局部控制，由阿爾及爾的攝政(總督)管理，但只在阿爾及爾及其周圍實施直接控制，在包括奧蘭和君士坦丁在內的一些邊遠地區建立了貝伊管理區。該地區的其餘部分（包括大部分內陸地區），名義上是奧斯曼帝國，實際上受當地阿拉伯和柏柏爾部落領導人的控制。儘管他們受到駐紮在阿爾及爾的土耳其軍隊的支持。他的行動很大程度上獨立於奧斯曼帝國皇帝。 該地區的西部與摩洛哥蘇丹國接壤，東部與奧斯曼帝國突尼西亞接壤。
阿爾及爾是巴巴里海盜和奴隸販子的主要基地之一，他們襲擊地中海至北大西洋的基督徒船隻和沿海定居點。與巴巴里海岸的其他地方一樣，阿爾及爾的攝政生活在從歐洲，美國和撒哈拉以南非洲捕獲的奴隸或商品的貿易中 ，歐洲列強曾在不同場合轟炸阿爾及爾進行報復，直到美國發起巴巴利戰爭，以結束阿爾及利亞海盜對基督教船隻的侵襲。
法國對阿爾及利亞的入侵始於波旁王朝查理十世復辟的最後幾天。它的目的是明確結束巴巴里海岸的私人化，並提高國王在法國人民中的威望，特別是在巴黎，那裡有許多參加過拿破崙戰爭的老兵。法國人征服阿爾及爾後，阿爾及利亞奴隸貿易和海盜活動立即停止。

## 扇子事件
1795年至1796年，法蘭西共和國承諾從阿爾及爾的兩名猶太商人那里為法國軍隊購買小麥，而查理十世顯然對支付共和國的債務不感興趣。曾向阿爾及利亞奧斯曼統治者侯賽因迪伊負債的猶太商人聲稱，在法國政府償還債務之前，他們也無力支付這些債務。迪伊與法國領事皮埃爾·德瓦爾（Pierre Deval）糾正這種情況的談判未能成功，胡塞恩懷疑德瓦爾與商人合作反對他，特別是因為法國政府在1820年沒有規定向商人付款。而德瓦爾的侄子亞歷山大，安納巴的領事儘管事先達成協議，但仍通過加強駐守國倉庫來惹怒迪伊。
在1827年4月29日的一次有爭議的會議之後，德瓦爾拒絕提供令人滿意的答案，迪伊用他的拂子擊打了德瓦爾一下。查理十世利用這一輕微的行動發兵，首先要求對他的外交代表道歉，然後對阿爾及爾港發起封鎖。封鎖持續了三年，主要是損害了無法與阿爾及爾做生意的法國商人，而巴巴里海盜仍然能夠逃避封鎖。當法國於1829年派遣大使提出談判時，迪伊用大砲射向了其中一艘封鎖船隻。法國人決定採取更有力的行動。

## 入侵阿爾及爾
法國海軍上將杜佩雷在土倫接受了600艘艦船的指揮，然後前往阿爾及爾。入侵阿爾及利亞的計劃最初是根據拿破崙於1808年設計的方案，德布爾蒙將軍於1830年6月14日在阿爾及爾以西27公里（17英里）的西迪費魯克登陸了34,000名士兵。迪伊為了面對法國人，他們派遣了7,000名耶尼切里，來自君士坦丁和奧蘭的19,000名士兵，以及大約17,000 個卡巴爾人。法國人建立了一個強大的灘頭陣地並向阿爾及爾推進，部分歸功於他們優越的砲兵和更好的組織。6月19日，法國人在施陶埃利戰役中擊敗了迪伊的軍隊，並在經過為期三週的戰鬥後於7月5日進入阿爾及爾。迪伊接受了投降以換取他的自由和保留他個人財富的提議。五天后，他與家人流亡那不勒斯。土耳其的耶尼切里也退出了阿爾及利亞返回土耳其。迪伊的離開結束了對奧斯曼對阿爾及利亞313年的統治。
雖然法國指揮部名義上同意維護居民的自由，財產和宗教自由，但法國軍隊立即開始掠奪城市，任意逮捕和殺害人民，奪取財產和褻瀆宗教場所。到8月中旬，土耳其當局的最後殘餘人員被立即驅逐出境，沒有機會點算重要資產。一項估計表明，在掠奪期間，超過五千萬法郎的資產被轉移到私人手中。這項活動對法國占領者與當地人之間未來的關係產生了深遠的影響。1833年的一個法國委員會寫道，“我們已經因為簡單的懷疑而未經審判而處死，他們的罪惡總是令人懷疑......我們屠殺了那些行為安全的人......我們在野蠻人的野蠻行為中已經超越了野蠻人”。驅逐土耳其人的一個重要副作用是，它在該領土的重要地區造成了一種權力真空，立即開始對法國占領產生抵抗。[用於建立法國霸權的方法達到種族滅絕的比例，戰爭，飢荒和疾病導致估計300萬阿爾及利亞人死亡50萬至100萬。
幾乎沒有關於阿爾及爾被捕的消息傳到巴黎，而查理十世在法國七月革命被廢。他的堂兄路易-菲利普一世是“公民國王”，他被任命為立憲君主。由反對阿爾及爾遠征的自由派組成的新政府不願意追求舊政權開始的征服。然而，勝利非常受歡迎，路易菲利普的新政府只撤回了入侵部隊的一部分。已經派兵佔領博恩和奧蘭的布爾蒙特將軍將他們從這些地方撤走，並想回到法國讓查爾斯繼承王位。 當他的軍隊顯然不支持這項努力時，他辭職並流亡西班牙。1830年9月，路易-菲利普一世派贝尔特朗·克洛泽尔接替他。

## 殖民化開始
1834年6月22日，法國正式吞併阿爾及利亞的被佔領地區，該地區估計穆斯林人口約為200萬，當時是軍事殖民地。殖民地由一位擁有民事和軍事權力的軍事總督管理，包括執行法令的權力。他的權威名義上是在海岸附近的“有限佔領”區域，但法國殖民擴張超出這些地區的現實確保了當地居民的持續抵抗。有限佔領政策於1840年正式放棄，以完全控制取代。
法屬阿爾及利亞在法國憲法上是法國的海外省，是國家一部分。